# 美国退伍军人协会
美国退伍军人协会（英語：American Legion），又譯美國退伍軍團協會、美国军团，是美国战争退伍军人非营利组织，总部位于印第安纳州印第安纳波利斯。它包括州、美国领土和海外部门，这些部门又由地方分会组成。该组织于1919年3月15日在法国巴黎由一千名美国远征军的军官和士兵籌建，并于1919年9月16日由美国国会正式批准成立。